# Nationalpark Schuschenski bor
Der Nationalpark Schuschenski bor, originalsprachlich Nazionalny park «Schuschenski bor» (russisch Национальный парк „Шушенский бор“), ist ein Nationalpark in Südsibirien, Russland.

## Geographie
Der Nationalpark Schuschenski bor liegt am rechten (östlichen) Ufer des Jenissei am Nordrand des Westsajan. Er ist nicht zu verwechseln mit dem weiter südlich und links des Jenissei gelegenen Naturschutzgebiet Sajano-Schuschensker Sapowednik.
Die Gesamtfläche des Nationalparks beträgt 39.170 Hektar. Er liegt vollständig auf dem Territorium des Rajons Schuschenskoje der Region Krasnojarsk. Der Park besteht aus zwei voneinander getrennten Abschnitten.
Der nördliche, knapp 4400 Hektar große Abschnitt erstreckt sich südlich und südöstlich der Siedlung Schuschenskoje im südlichen Teil des Minussinsker Becken, gut 20 Kilometer von den nördlichsten Hängen des Sajan entfernt (Lage). Hier liegt in einiger hügeligen Ebene der eigentliche „Schuschensker Wald“ (Schuschenski bor), der dem Nationalparks den Namen gab. Der Name geht auf den hier fließenden, kleinen rechten Nebenfluss des Jenissei Schusch zurück, welcher auch der Siedlung Schuschenskoje den Namen gab. Die höchsten Erhebungen heißen Peschtschanaja gorka („Sandhügel“, 315 m) im Ostteil und Schurawlinaja gorka („Kranichhügel“, 305 m) im Westteil des Gebietes, etwa 40 Meter über dem Niveau des Jenissei auf diesem Abschnitt.
Der südliche, knapp 34.400 Hektar große Abschnitt liegt in der großen Flussbiegung, die der Jenissei oberhalb der Staumauer des Sajano-Schuschensker Stausees bildet (Lage). Im Süden und Westen grenzt der Park fast überall an den bis auf das Niveau von 540 Meter angestauten Jenissei, welcher in diesem Bereich die Grenze zu Chakassien bildet. Hier befinden sich die Staumauer und in deren Nähe an jenseitigen Ufer die Siedlung Tscherjomuschki, welche zur 30 Kilometer nördlich gelegenen Stadt Sajanogorsk gehört. Flussabwärts schließt sich der kleine Maina-Stausee an, welcher den Park im Nordwesten begrenzt. Durch diesen südlichen, praktisch unbewohnten Parkteil verläuft in südwest-nordöstlicher Richtung der Borus-Kamm des Westsajan mit alpinem Relief in den höheren Lagen und dem 2318 Meter erreichenden Berg Poilowa als höchster Erhebung des Parks.

## Klima
Das Klima des Nationalparks Schuschenski Bor ist bedingt durch seine Lage im Zentrum des eurasischen Kontinents streng kontinental, mit großen Temperaturschwankungen im Jahresverlauf und relativ geringen Niederschlagsmengen. Die Winter sind kalt mit mittleren Januartemperaturen um −20 °C und absoluten Minimaltemperaturen unter −50 °C. Die mittleren Julitemperaturen betragen +20 °C, das absolute Temperaturmaximum +39 °C. Die mittlere jährliche Niederschlagsmenge beträgt zwischen 300 mm und 475 mm in den Bergen. In den Winter fallen selten mehr als 20 cm Schnee. Während des ganzen Jahres überwiegen Winde aus südwestlichen und westlichen Richtungen, die besonders in den Frühjahrsmonaten insbesondere im Flachlandabschnitt mehrtägige Staubstürme hervorrufen können.

## Zielsetzung und Geschichte
Der Nationalpark Schuschenski Bor wurde auf Erlass der Regierung der Russischen Föderation vom 3. November 1995 eingerichtet. 
Zielsetzung ist der Schutz der relativ unberührter typischer Ökosysteme der südlichen Taiga- und Bergtaigazone des Westsajan bis hin zu Steppen und Waldsteppen im Flachlandabschnitt und alpinen Wiesen im Hochgebirgsteil sowie historischer und archäologischer Denkmäler bei gleichzeitiger gesteuerter Entwicklung der touristischen Nutzung des Gebietes.
Auf Grundlage eines 1993 von der Krasnojarsker Filiale des Moskauer Wald-Forschungsinstitut Rosgiproles ausgearbeiteten Projektes wurden 31,2 % der Gesamtfläche des Parks als streng geschützte, einem Sapowednik gleichgestellte Gebiete ausgewiesen, der größere Teil für die Entwicklung von Tourismus und Rekreation in verschiedener Form. Insbesondere der Nordabschnitt des Parks ist infrastrukturell relativ gut erschlossen, da Schuschenskoje als früherer Verbannungsort Lenins bereits in der sowjetischen Periode als touristisches Ziel ausgebaut wurde.
Das gesamte Territorium des Nationalparks ist im Besitz der in Schuschenskoje ansässigen Parkverwaltung, welche der Forstbehörde der Region Krasnojarsk unterstellt ist.

## Flora

### Flachlandabschnitt
Der nördliche Abschnitt des Nationalparks wird von einer waldsteppen- und steppenartigen Landschaft eingenommen. Die stellenweise auf Sanddünen langgestreckten Kiefernwälder (Pinus sylvestris) werden in den dazwischen liegenden Niederungen von Waldkiefer-Sandbirken-Mischwäldern (Betula pendula) sowie Feuchtgebieten abgelöst. Die Waldkiefer stellt gut drei Viertel der Wälder dieser Parkteils, die Sandbirke ein gutes Fünftel.
Das Unterholz dieser Gemeinschaften wird von Gewöhnlicher Traubenkirsche (Prunus padus), Nadel-Rose (Rosa acicularis), Lonicera altaica aus der Gattung der Heckenkirschen, Swida alba aus der Familie der Hartriegelgewächse, Sibirischer Eberesche (Sorbus sibirica), Cotoneaster melanocarpus aus der Gattung der Zwergmispeln und Crataegus sanguinea aus der Gattung der Weißdorne gebildet.
Stark vertreten sind die Familien der Korbblütler, Rosengewächse, Hahnenfußgewächse, Hülsenfrüchtler und Süßgräser. Auch Seggen (Carex spp.) sind verbreitet. In und an den Gewässern dominieren Mittlerer Wasserschlauch (Utricularia intermedia), Schlank-Segge (Carex acuta) und Breitblättriger Rohrkolben (Typha latifolia).
Unter den Gefäßpflanzen überwiegen Winter-Schachtelhalm (Equisetum hyemale), Wiesen-Schachtelhalm (E. pratense), Wald-Frauenfarn (Athyrium filix-femina) und Adlerfarn (Pteridium aquilinum), unter den Moosen Rotstängelmoos (Pleurozium schreberi) und Gewelltblättriges Gabelzahnmoos (Dicranum polysetum), unter dem Flechten „Rentierflechten“ der Gattungen Cladina und Cladonia.

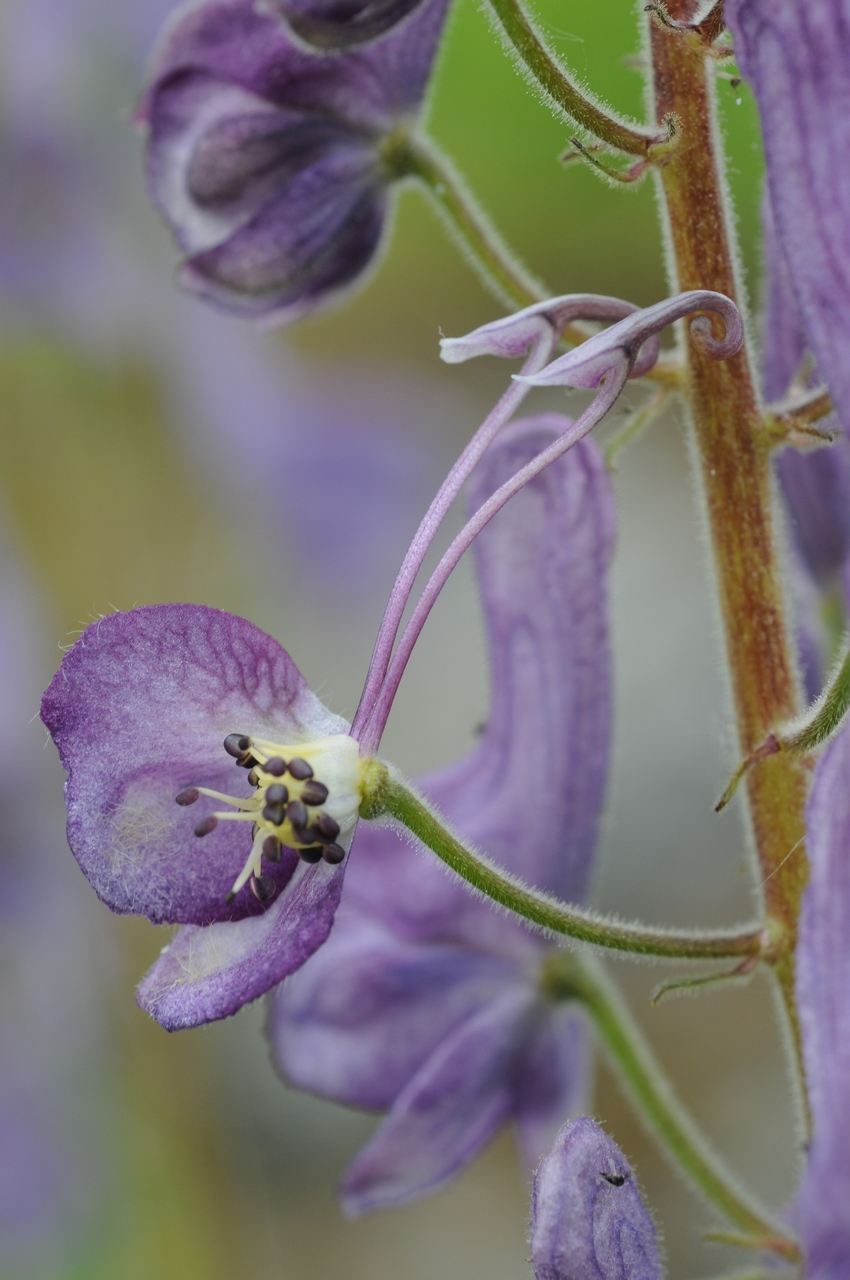
Aconitum septentrionale

### Gebirgsabschnitt
Der südliche, gebirgige Abschnitt des Parks wird größtenteils von Bergtaiga mit ausgeprägter vertikaler Zonalität eingenommen, die für den nördlichen Teil von West-, wie auch Ostsajan typisch ist. An den Gürtel der Nadel- und Mischwälder der Vorgebirge mit Waldkiefer und Espe (Populus tremula), manchmal Sibirischer Zirbelkiefer (Pinus sibirica) schließt sich höher die Zone der Sibirischen Tanne (Abies sibirica) mit Espe, manchmal Sandbirke oder ebenfalls Sibirischer Zirbelkiefer an. Noch höher dominieren einander abwechselnde Abschnitte mit Sibirischer Zirbelkiefer, Sibirischer Tanne und Sibirischer Fichte (Picea obovata). Die Kammlagen werden von subalpinen Wiesen mit vorherrschenden Saussurea latifolia aus der Gattung der Alpenscharten, Stemmacantha carthamoides aus der Gattung der Bergscharten, Paeonia anomala aus der Gattung der Pfingstrosen, Erythronium sibiricum aus der Gattung der Zahnlilien, Geranium albiflorum aus der Gattung der Geranien sowie Crepis sibirica aus der Gattung der Pippau eingenommen.
Vier Fünftel der Fläche dieses Parkabschnitts werden von Sibirischen Zirbelkieferwäldern eingenommen, meist mit Preiselbeere (Vaccinium vitis-idaea), seltener mit der Bergenie Bergenia crassifolia und Blaubeere (Vaccinium myrtillus), stellenweise mit Echtem Wurmfarn (Dryopteris filix-mas) oder Rotstängelmoos (Pleurozium schreberi). Etwa jeweils ein Zehntel der Fläche stellen Sibirische Tannenwälder – teilweise ebenfalls mit Wurmfarm oder Rotstängelmoos – und Sandbirkenwälder.
Für das Unterholz sind auch hier Gewöhnliche Traubenkirsche und Sibirische Eberesche, daneben Schwarze Johannisbeere (Ribes nigrum) und Ribes hispidulum sowie die Spiersträucher Spiraea chamaedryfolia und Spiraea media charakteristisch.
Relativ selten auf dem Territorium des Parks sind Sibirische Fichte und Sibirische Lärche (Larix sibirica); entlang der Wasserläufe wachsen Weiden (Salix spp.).
Als für die Forschung besonders interessantes Objekt gelten die lokalen, für Sibirien einzigartigen Pflanzengemeinschaften, die als Relikte pliozäner Laubwälder gelten und einen der Hauptgründe für die Unterschutzstellung des Gebietes darstellen. Heute überwiegen in diesen Waldabschnitten Sibirische Tannen in Gemeinschaft mit Espen und Pflanzen der subalpinen Hochstaudenfluren: Aconitum septentrionale aus der Gattung Eisenhut, Hohem Rittersporn (Delphinium elatum), Verschiedenblättrigen Kratzdistel (Cirsium heterophyllum), Lathyrus gmelinii aus der Gattung der Platterbsen, Wald-Frauenfarm und Echtem Wurmfarn. Letzterer gehört für die für diese Wälder relikten Pflanzenarten, wie auch Waldmeister (Galium odoratum), Riesen-Schwingel (Festuca gigantea) oder Wald-Zwenke (Brachypodium sylvaticum). Ebenfalls stark entwickelt sind hier Frühjahrsblüher aus der Gattung der Windröschen (Anemone altaica, A. baicalensis, A. reflexa, Unterart A. ranunculoides subsp. jenisseensis des Gelben Windröschens) sowie die Zahnlilie Erythronium sibiricum, wogegen typische Arten der borealen Nadelwälder (Taiga), wie Rotstängelmoos, Gewelltblättriges Gabelzahnmoos, Waldsauerklee (Oxalis acetosella), Zweiblättrige Schattenblume (Maianthemum bifolium) oder Gewöhnliche Goldrute (Solidago virgaurea) nur unbedeutend vertreten sind.

### Seltene Pflanzen
Von den bedrohten, im Roten Buch der Russischen Föderation verzeichneten Pflanzen wurden auf dem Territorium des Nationalparks 27 Arten nachgewiesen, darunter Frühlings-Adonisröschen (Adonis vernalis), Gelber (Cypripedium calceolus), Gesprenkelter (C. guttatum) und Großblütiger Frauenschuh (C. macranthon), das Raublattgewächs Brunnera sibirica, das Windröschen Anemone altaica, die Primel Primula pallasii, die Pfingstrose Paeonia anomala, der Rosenwurz (Rhodiola rosea), Stemmacantha orientalis aus der Gattung der Bergscharten, der Echte Wurmfarn (Dryopteris filix-mas) sowie das Helm-Knabenkraut (Orchis militaris).

## Fauna
Zu den über 250 auf dem Territorium des Nationalparks nachgewiesenen Wirbeltierarten gehören 45 Säugetiere, von denen Braunbär (Ursus arctos), Rotfuchs (Vulpes vulpes), Zobel (Martes zibellina), Rothirsch (Cervus elaphus), Sibirisches Reh (Capreolus pygargus), Sibirischer Moschushirsch (Moschus moschiferus), Elch (Alces alces), Wildschwein (Sus scrofa), Feldhase (Lepus europaeus) und Eichhörnchen (Sciurus vulgaris) besonders typisch sind. Seltener sind Wolf (Canis lupus), Luchs (Lynx lynx), Vielfraß (Gulo gulo), Hermelin (Mustela erminea), Steppeniltis (M. eversmanni), Feuerwiesel (M. sibirica), der eingebürgerte Amerikanische Nerz (M. vison), Fischotter (Lutra lutra) sowie die in ihrem Bestand bedrohte Biber-Unterart Castor fiber pohlei.
Die Avifauna des Parks ist mit über 200 Arten insbesondere im Flachlandabschnitt relativ reich. Zu den typischen Vertretern gehören in den dortigen Feuchtgebieten Haubentaucher (Podiceps cristatus), Ohrentaucher (P. auritus), Graureiher (Ardea cinerea), Stockente (Anas platyrhynchos), Krickente (A. crecca), Löffelente (A. clypeata), Tafelente (Aythya ferina), Blässhuhn (Fulica atra), Fluss-Seeschwalbe (Sterna hirundo), Kranich (Grus grus), Rotschenkel (Tringa totanus), Bruchwasserläufer (T. glareola) und Bekassine (Gallinago gallinago). Verbreitete Greifvögel sind Mäusebussard (Buteo buteo), Schwarzmilan (Milvus migrans), Rohrweihe (Circus aeruginosus), Kornweihe (C. cyaneus), Baumfalke (Falco subbuteo), Turmfalke (F. tinnunculus) und Rotfußfalke (F. vespertinus). Zu den seltenen Vogelarten des Parks gehören Birkhuhn (Lyrurus tetrix), Auerhuhn (Tetrao urogallus) und Haselhuhn (Tetrastes bonasia) sowie die im Roten Buch der Russischen Föderation aufgeführten Schwarzstorch (Ciconia nigra), Streifengans (Anser indicus), Fischadler (Pandion haliaetus), Steinadler (Aquila chrysaetos), Kaiseradler (A. heliaca), Seeadler (Haliaeetus albicilla), Sakerfalke (Falco cherrug), Wanderfalke (F. peregrinus), Mönchskranich (Grus monacha) und Großtrappe (Otis tarda).
Amphibien und Reptilien sind mit nur vier bzw. fünf nachgewiesenen Arten vertreten. Von den Wirbellosen ist der Schmetterling Roter Apollo (Parnassius apollo) zu erwähnen.